# Cryptostigma reticulolaminae
Cryptostigma reticulolaminae är en insektsart som beskrevs av Morrison 1929. Cryptostigma reticulolaminae ingår i släktet Cryptostigma och familjen skålsköldlöss.
Artens utbredningsområde är Panama. Inga underarter finns listade i Catalogue of Life.